# Davy Crockett

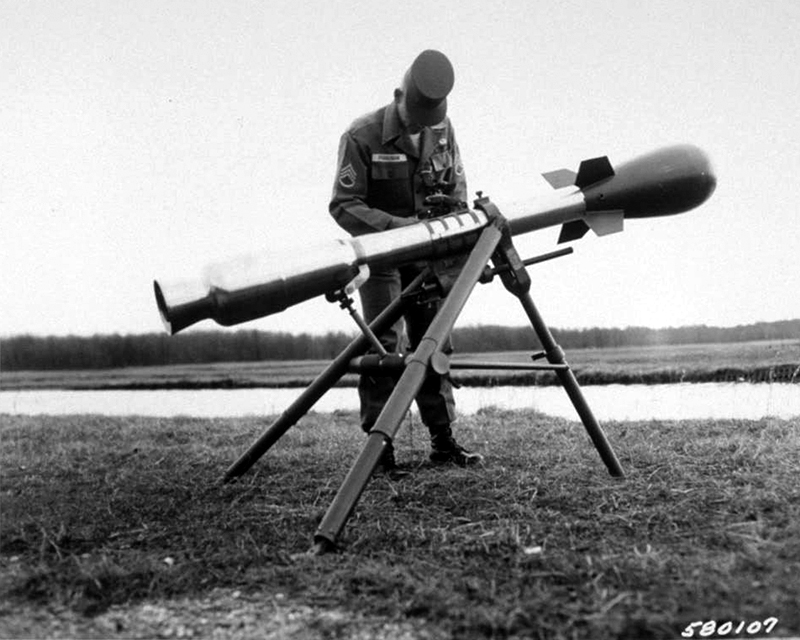
Система «Дэйви Крокетт» представляла безоткатное орудие на треноге для стрельбы ядерным боеприпасом M388.

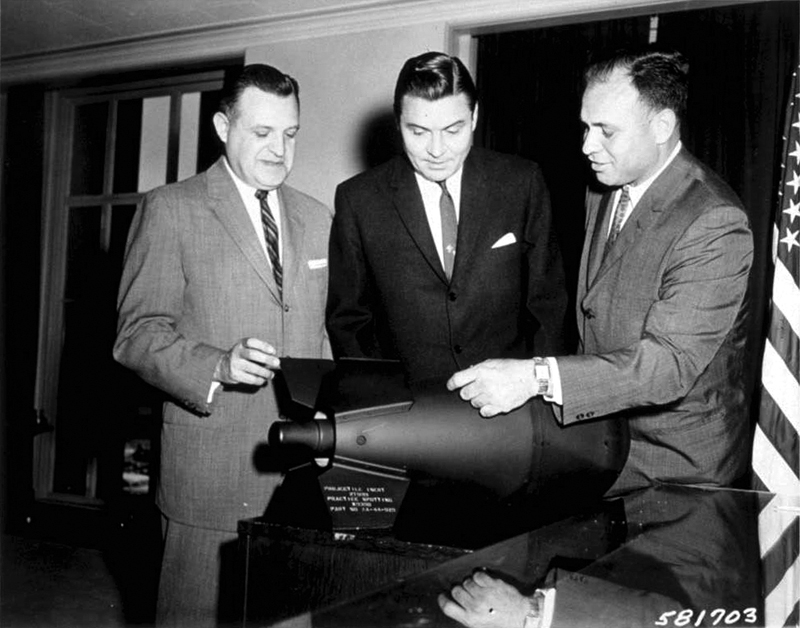
Демонстрация ядерного боеприпаса М388 «Дэйви Крокетт» представителям правительства США. В донной части снаряда, между стабилизаторов, выступает за донный срез обтекатель радиовысотомера.

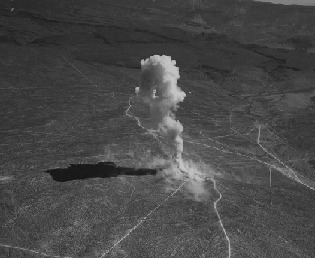
Грибообразное облако при испытании «Дэйви Крокетт» по программе Operation Dominic II (Little Feller I) мощностью тротилового эквивалента порядка 18 тонн 17.07.1962.

Дэви Кро́кетт (англ. Davy Crockett, M388) — ядерный надкалиберный боеприпас, доставляемый к цели с помощью безоткатного орудия, разработан в США во времена холодной войны. Назван в честь американского конгрессмена и национального героя Дэвида Крокетта (1786—1836). Один из наименьших по мощности серийных ядерных боеприпасов.

## Описание
Один из самых небольших (по массе) ядерных боеприпасов, когда-либо созданных, «Дэйви Крокетт» был разработан в конце 1950-х годов в Los Alamos Scientific Laboratory для использования в случае советского наступления на территории Западной Германии или на Корейском полуострове. В M388 используется вариант боезаряда W54 Y1 субкилотонной мощности (от 10 до 20 тонн в тротиловом эквиваленте; не регулируемая).
Конструктивно атомный снаряд состоит из головного обтекателя, корпуса, четырёх стабилизаторов и боевой части.
На внешней поверхности корпуса снаряда располагался двухпозиционный переключатель с двумя метками HI/LO (High)/(Low) установки высоты подрыва изделия. Масса боевой части Mk-54 23 кг, масса снаряда — 34,5 кг; длина боеприпаса — 787 мм, максимальный диаметр — 280 мм. Круговое вероятное отклонение снаряда составляет 240—320 метров.
Стрельба боеприпасом M388 могла вестись 120-мм орудием M28 (дальность до 2 км) или 155-мм орудием M29 (до 4 км). Оба варианта орудий обслуживались расчетом из 3 человек и предусматривали установку на треножнике или джипе, М29 могло быть установлено на гусеничном транспортёре М113. Орудие М28 снабжалось 20-мм пристрелочным автоматом. Орудия являются безоткатными, выполненными по схеме с уширенной каморой. Характерная для безоткатных орудий опасная зона при стрельбе боеприпасом «Дэви Крокетт» составляет 70×50 м спереди и 70×60 м сзади.
По расчетам, для обеспечения надежной безопасности расчёта орудия от поражающих факторов ядерного взрыва (для данной боеголовки главный фактор — ионизирующая радиация), минимальное расстояние от точки взрыва до орудия должно было составлять порядка 700—800 м (поглощенная доза 1000 бэр на расстоянии 300 м, 210 бэр — на 500 м).
Производство было начато в 1956 году, всего было изготовлено 2100 единиц оружия.
В 1962 году на полигоне в Неваде было проведено 2 испытания данного орудия с использованием боевых зарядов. С конца 1970-х годов система снята с вооружения.